# Arrondissement de Belle-Anse
L’Arrondissement de Belle-Anse est un arrondissement d'Haïti, subdivision du département du Sud-Est. Il a été créé autour de la ville de Belle-Anse qui est aujourd'hui son chef-lieu. Il était peuplé par 143 760 habitants en 2009.
L'arrondissement regroupe quatre communes :
- Belle-Anse
- Anse-à-Pitres
- Grand-Gosier
- Thiotte